# Laurent De Beul
Pour les articles homonymes, voir De Beul.
Laurent De Beul, né à Termonde le 7 mars 1841 et mort à Schaerbeek le 27 juin 1872, est un peintre belge. 
Son champ pictural, de facture réaliste, couvre les paysages, les représentations animalières, et dans une moindre mesure, les scènes militaires et religieuses. Durant sa brève carrière, il expose en Belgique, et surtout en France.

## Biographie

### Entourage familial
Laurent (Laurent Josse ou Laurentius Judocus) De Beul, né à Termonde le 7 mars 1841, est le premier des dix enfants d'Édouard Conrad De Beul (1815-1871), fileur de coton et marchand de tableaux, et de Florentine Jeanne Goethals (1821-1900), tous deux natifs de Termonde, où ils se sont mariés le 28 mars 1840. Laurent De Beul a deux frères artistes peintres : Henri De Beul (1845-1900) et Frans De Beul (1849-1919). 

### Formation
Laurent De Beul étudie à l'Académie de Termonde (1857-1861), sous le professorat de Frans Verhas, puis, en raison de ses progrès artistiques, il bénéficie d'une bourse de 600 francs offerte par la ville de Termonde, assortie d'une bourse de l'État, afin de poursuivre sa formation à l'Académie royale des beaux-arts de Bruxelles (1860-1869). Il est l'un des élèves de l'atelier du peintre animalier Louis Robbe, chez lequel il loge au début de ses études à Bruxelles en 1861.

### Carrière
Laurent De Beul a comme élève son frère cadet Henri. À la fin du Second Empire, résidant toujours à Bruxelles et dans les communes voisines, il expose ses œuvres en France : Lille (1866), Pau (1867), Montpellier (1868), Bordeaux (1868), et  Lyon (1870). 
Laurent De Beul, célibataire, meurt, à l'âge de 31 ans, le 27 juin 1872 à son domicile rue Van Dyck, no 18 à Schaerbeek.

## Œuvres

### Caractéristiques
Son champ pictural, de facture réaliste, couvre les paysages, les représentations animalières, particulièrement celles de moutons et de chèvres accompagnés de bergers et de bergères. Il réalise également des scènes militaires et des sujets religieux (Le Fils prodigue et Le Christ guérissant les malades). Selon Octave Maus, il est considéré comme un des pionniers de l'École de Termonde.

### Expositions
- Salon d'Anvers de 1864 : Moutons, paysage[6].
- Salon des beaux-arts de Lille de 1866 : Repas de moutons[7].
- Exposition des beaux-arts de la ville de Pau de 1867[8].
- Exposition de la Société des amis des arts de Bordeaux de 1868 : Troupeau de moutons[9].
- Salon de Montpellier de 1868[2].
- Exposition de la Société des amis des arts de Lyon de 1870[2].
- Salon de Gand (XXVIII) de 1871 : Troupeau et berger surpris par l'orage, Retour du berger et des moutons craignant le mauvais temps et Moutons et berger surpris par l'orage[10].

### Œuvres connues
Le catalogue de vente de la collection de tableaux du défunt E.S. Slaes-Cockx à Bruxelles en 1868 mentionne plusieurs œuvres de Laurent De Beul :
- Troupeau poursuivi par des loups ;
- Le Retour du troupeau ;
- Moutons au pâturage ;
- Moutons sur la lisière d'un bois ;
- Bergère gardant des moutons ;
- Bélier, brebis et agneaux.

Le catalogue de vente de la collection de tableaux du défunt Corneille De Badts, antiquaire à Bruxelles en 1871 mentionne également plusieurs œuvres de Laurent De Beul :
- Trois brebis blanches, une brebis noire et une chèvre (1869) ;
- Moutons, bélier et chèvre paissant sur les bords d'une rivière (1870) ;
- Bergère gardant un troupeau de moutons, d'agneaux et de chèvres (1871) ;
- Berger et agneau ;
- Trois moutons et deux agneaux sous la garde d'un berger et de son chien.